# Istituto genealogico italiano
L'Istituto genealogico italiano, fondato da Guelfo Guelfi Camajani a Firenze nel 1877 inizialmente con il nome di "Ufficio Araldico italiano" (con annessa biblioteca), è nato come una organizzazione privata con lo scopo di sviluppare lo studio dell'araldica in Italia. Iniziò la sua attività con la pubblicazione del "Bollettino Araldico" al quale seguì una serie di  monografie.
Ma l'opera fondamentale e più nota  dell'Istituto resta  il Dizionario Araldico (Hoepli, Milano 1897), tra i più importanti in Italia.